# Parafia Wniebowzięcia Najświętszej Maryi Panny w Białogórzynie
Parafia pw. Wniebowzięcia Najświętszej Maryi Panny w Białogórzynie – parafia należąca do dekanatu Białogard, diecezji koszalińsko-kołobrzeskiej, metropolii szczecińsko-kamieńskiej. Została utworzona 23 czerwca 1957 roku. Siedziba parafii mieści się pod numerem 14.

## Miejsca święte

### Kościół parafialny
Kościół pw. Wniebowzięcia Najświętszej Maryi Panny w Białogórzynie
Kościół parafialny został zbudowany w XIX wieku, poświęcony w 1946 roku. 

### Kościoły filialne i kaplice
- Kościół pw. Chrystusa Króla w Pomianowie
- Kościół pw. św. Jana Pawła II w Zaspach Wielkich